# U.K. (album)
U.K. je debutové album britské progressive rockové superskupiny UK. Tvořili ji John Wetton (dříve Family, King Crimson, Uriah Heep a Roxy Music), Eddie Jobson (dříve Curved Air, Roxy Music a Frank Zappa), Bill Bruford (dříve Yes a King Crimson) a Allan Holdsworth (dříve Soft Machine a Gong). Album bylo vydáno v roce 1978 na značce E.G. Records / Polydor.

## Seznam stop

### Strana 1
1. "In the Dead of Night" (Jobson, Wetton) – 5:38
2. "By the Light of Day" (Jobson, Wetton) – 4:32
3. "Presto Vivace and Reprise" (Jobson, Wetton) – 2:58
4. "Thirty Years" (Wetton, Jobson, Bruford) – 8:05

### Strana 2
1. "Alaska" (Jobson) – 4:45
2. "Time to Kill" (Jobson, Wetton, Bruford) – 4:55
3. "Nevermore" (Holdsworth, Jobson, Wetton) – 8:09
4. "Mental Medication" (Holdsworth, Bruford, Jobson) – 6:12

Poznámka: První tři skladby patří do suity nazvané "In the Dead of Night."

## Obsazení
- Eddie Jobson – elektrické housle a klávesy
- John Wetton – zpěv a baskytara
- Allan Holdsworth – kytary
- Bill Bruford – bicí a perkusní nástroje

## Singly
- "In the Dead of Night" / "Mental Medication" (single edit)